# Bistra (Timiș)
Bistra er en flod der løber i det sydvestlige Rumænien, i den historiske region Banatet. Den er en højre biflod til floden Timiș. Dens dal afgrænser Țarcu-bjergene mod syd fra Poiana Ruscă- bjergene mod nord. Dens navn er afledt af et slavisk ord, der betyder "hurtigtflydende".
Bistra har sit udspring i Bistra-søen, der ligger i Țarcu-bjergene, nær Vârful Pietrei (2.192 moh.). Den løber som en rivende flod fra syd til nord, indtil den når landsbyen Bucova, hvor den skifter retning og drejer mod vest. Dens første store biflod er floden Marga; længere nede samler den vandet fra floden Rusca. Før Bistra kommer ind i Oțelu Roșu, kommer fra venstre, det største tilløb, Bistra Mărului. Nær Obreja, nord for byen Caransebeș, løber den ud i Timiș. Den er 60 km lang og har et afvandingsareal på 919 km2.
Bistraen løber gennem landsbyerne Bucova, Băuțar, Voislova, Valea Bistrei, Zăvoi, Cireșa, Oțelu Roșu, Glimboca, Obreja og Ciuta.

## Bifloder
Følgende floder er bifloder til floden Bistra:
- fra venstre: Pârâul Lupului, Bucovița, Marga, Bistra Mărului, Axin
- fra højre: Corni, Rusca, Valea Jghiabului, Valea Rugului, Ohaba, Glâmboca, Radina, Vârciorova